# آیرات ایچموراتوف
آیرات ایچموراتوف (انگلیسی: Airat Ichmouratov؛ زادهٔ ۲۸ ژوئن ۱۹۷۳) آهنگساز و رهبر موسیقی روسی-کانادایی است. وی از سال ۱۹۹۴ میلادی تاکنون مشغول فعالیت بوده و استاد دعوت شده دانشگاه لاوال واقع در استان کبک در کانادا است.